# Цинциннати Бенгалс
Цинцинна́ти Бе́нгалс (англ. Cincinnati Bengals) — профессиональный клуб по американскому футболу из города Цинциннати (штат Огайо, США). Команда выступает в Северном дивизионе Американской футбольной конференции Национальной футбольной лиги (НФЛ). Домашние матчи проводит на стадионе «Пол Браун-стэдиум», расположенном в деловой части Цинциннати. Главным тренером клуба является Зак Тейлор.

## История
В 1967 году группа инвесторов во главе с Полом Брауном получили франшизу АФЛ в Цинциннати, название «Бенгалс» было взято в память о существовашей в 1920-х годах команде. Также в городе ранее существовала другая участвовавшая в трёх лигах АФЛ с 1937 по 1941 год одноимённая команда, а в городском зоопарке проживал редкий белый бенгальский тигр. Командным цветом стал оранжевый, что могло быть попыткой Брауна задеть свою бывшую команду «Кливленд Браунс», или отдать честь другой своей команде — «Массиллон Тайгерс», вторым цветом — чёрный цвет. Логотипом было слово «BENGALS». Команда начинала свой сезон в АФЛ в 1968 году.
«Бенгалс» были основаны в 1966 году бывшим главным тренером «Кливленд Браунс» Полом Брауном и выступали в Американской футбольной лиге (АФЛ). Браун был тренером клуба с момента его основания до 1975 года. В 1970 году в результате объединения НФЛ и АФЛ, «Бенгалс» вошли в состав новой лиги и стали выступать в Американской футбольной конференции. «Бенгалс» дважды становились чемпионами конференции — в 1981 и 1988 годах, но оба раза проигрывали в Супербоулах клубу «Сан-Франциско Форти Найнерс» в Супербоуле XVI и Супербоуле XXIII. После смерти Пола Брауна в 1991 года, контрольный пакет акций команды перешёл его сыну, Майку Брауну. В 2011 году Браун выкупил акции, принадлежащие сооснователю клуба Остину Ноултону и стал основным владельцем «Бенгалс».
1990-е и 2000-е годы оказались неудачными для клуба. За этот период в «Бенгалс» сменилось несколько главных тренеров и команде не помогло даже несколько высоких выборов на драфтах. Майк Браун, де-факто занимающий пост генерального менеджера, считался одним из худших владельцев команд в американском профессиональном спорте.
«Бенгалс» снова вернулись в плей-офф в 2005 году, спустя 15 лет после своего последнего выхода из дивизиона. Впервые с того времени количество побед превысило количество поражений.
В 2020 году стоимость франшизы команды оценивалась в 2,12 млрд долл., что было самым низким результатом в НФЛ (средняя стоимость команды составляла более 3 млрд, Даллас Ковбойз оценивались в рекордные 6,43 млрд долл.).
В сезоне 2021 команда стала победителем своего дивизиона с результатом 10-7, в серии плей-офф победила «Лас-Вегас Рэйдерс» (19-26), «Теннесси Тайтенс» (19-16) и «Канзас-Сити Чифс» (24-27), и в третий раз в своей истории вышла в Супербоул, где её соперником там выступят «Лос-Анджелес Рэмс». «Бенгалс» повторил судьбу «Каролина Пантерз» 2003 года и «Сан-Франциско Форти Найнерс» 1981 года, когда команда вышла в Супербоул через два года после получения первого выбора на драфте (то есть стала худшей командой два сезона назад). 13 февраля «Бэнгалс» драматическим образом проиграла Супербоул, уступив «Рэмс» со счетом 23-20, победный, для Рэмс тачдаун был достигнут за полторы минуты до окончания матча.

## Игроки
Закреплённые номера
- 54 Боб Джонсон — номер закреплён в 1978 году[11]

Члены Зала славы профессионального футбола
- Энтони Муньос (Оффенсив тэкл) — введён в 1998 году[12]
- Чарли Джойнер (Уайд ресивер) — введён в 1996 году[13]

## Индивидуальные награды игроков
Самый ценный игрок НФЛ
- Кен Андерсон — 1981
- Бумер Эсайсон — 1988

Новичок года АФЛ/НФЛ
- Пол Робинсон — 1968
- Грег Кук — 1969
- Эдди Браун — 1985
- Карл Пикенс — 1992

Тренер года
- Пол Браун — 1969
- Пол Браун — 1970
- Марвин Льюис — 2009